# Кременик (Гореня вас-Поляне)
Кременик (словен. Kremenik) — поселення в общині Гореня вас-Поляне, Горенський регіон, Словенія. Висота над рівнем моря: 713,5 м.